# Kevin R. Thiele
Kevin R. Thiele ( 1958 - ) es un botánico y curador australiano; del Herbario de Australia Occidental. Sus investigaciones centrales incluyen la sistemática de las familias Proteaceae, Rhamnaceae, Violaceae, y la Ecología de la conservación de ecosistemas de bosques y pastizales. También trabaja en informática de la biodiversidad, e involucrado en el diseño de software para Global Biodiversity Infrastructure Facility.
Obtuvo su PhD de la Universidad de Melbourne en 1993, y ha efectuaddo una serie de publicaciones, notablemente el tratamiento de Rhamnaceae para la serie de monografías Flora of Australia, y, con P. Ladiges, un arreglo taxonómico de Banksia. En 2007 colabora con Austin Mast para transferir Dryandra a Banksia.
Por otra parte es un excepcional macrofotógrafo de flores, con el mérito de subir numerosas de sus 2.275 fotos a internet sin ningún copyright, lo que permite su libre reutilización.

## Algunas publicaciones
- Thiele, KR; LG Adams. 2002. Families of Flowering Plants of Australia: An Interactive Identification Guide, Revised Edition. Ed. CSIRO. ISBN 0-643-06721-3

- La abreviatura «K.R.Thiele» se emplea para indicar a Kevin R. Thiele como autoridad en la descripción y clasificación científica de los vegetales.[5]